# Ourdis-Cotdoussan
Ourdis-Cotdoussan [uʁdis kɔdusɑ̃] est une commune française située dans le centre du département des Hautes-Pyrénées, en région Occitanie.
Sur le plan historique et culturel, la commune est dans la province du Lavedan, partie sud-occidentale de la Bigorre et constituée d'un ensemble de sept vallées en amont de la ville de Lourdes. Exposée à un climat de montagne, elle est drainée par le Louey et par divers autres petits cours d'eau. La commune possède un patrimoine naturel remarquable composé de deux zones naturelles d'intérêt écologique, faunistique et floristique.
Ourdis-Cotdoussan est une commune rurale qui compte 43 habitants en 2022. Elle fait partie de l'aire d'attraction de Lourdes..
Ses habitants sont appelés les Ourdoussanais.

## Géographie

### Localisation
La commune d'Ourdis-Cotdoussan se trouve dans le département des Hautes-Pyrénées, en région Occitanie.
Elle se situe à 21 km à vol d'oiseau de Tarbes, préfecture du département, à 11 km d'Argelès-Gazost, sous-préfecture, et à 8 km de Lourdes, bureau centralisateur du canton de Lourdes-2 dont dépend la commune depuis 2015 pour les élections départementales.
La commune fait en outre partie du bassin de vie de Lourdes.
Les communes les plus proches sont : 
Cheust (0,7 km), Juncalas (1,9 km), Gazost (2,0 km), Sère-Lanso (2,7 km), Ousté (2,8 km), Germs-sur-l'Oussouet (3,0 km), Ourdon (3,3 km), Arrodets-ez-Angles (3,3 km).
Sur le plan historique et culturel, Ourdis-Cotdoussan fait partie de la province historique du Lavedan, partie sud-occidentale de la Bigorre et constitué d'un ensemble de sept vallées en amont de la ville de Lourdes. Historiquement, elle  fait partie de la province de Gascogne, et plus particulièrement du comté de Bigorre. La commune est dans la vallée de Castelloubon qui regroupe douze communes,.
Ourdis-Cotdoussan est limitrophe de cinq autres communes dont Juncalas à l'ouest par un simple quadripoint à la Fontaine de Chou et limitrophe de Bagnères-de-Bigorre au sud-est par un autre quadripoint au Couret.

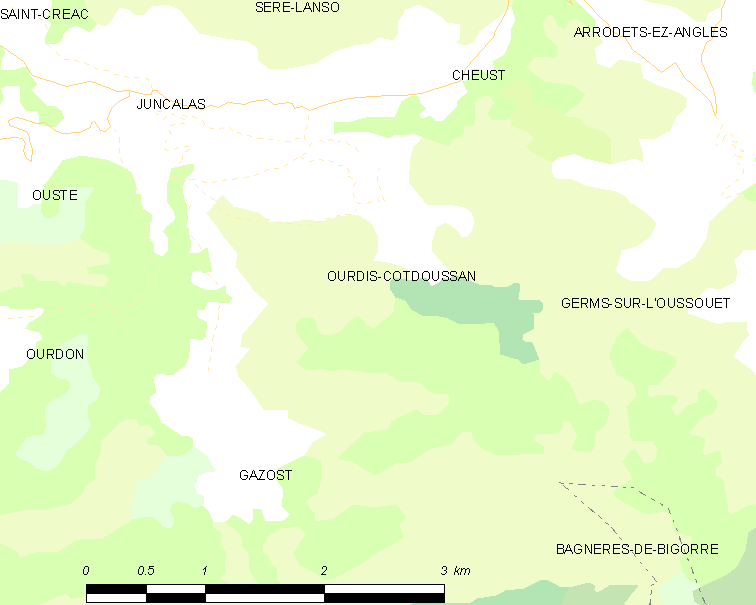
Carte de la commune d'Ourdis-Cotdoussan et des proches communes.

|                               | Cheust            |                                          |
| Juncalas (par un quadripoint) | Ourdis-Cotdoussan | Germs-sur-l'Oussouet                     |
|                               | Gazost            | Bagnères-de-Bigorre (par un quadripoint) |

### Hydrographie
La commune est dans le bassin de l'Adour, au sein du bassin hydrographique Adour-Garonne. Elle est drainée par le Louey, L'Ousère et par divers petits cours d'eau, constituant un réseau hydrographique de 5 km de longueur totale,.

### Climat
Le climat qui caractérise la commune est qualifié, en 2010, de « climat de montagne », selon la typologie des climats de la France qui compte alors huit grands types de climats en métropole. En 2020, la commune ressort du même type de climat dans la classification établie par Météo-France, qui ne compte désormais, en première approche, que cinq grands types de climats en métropole. Pour ce type de climat, la température décroît rapidement en fonction de l'altitude. On observe une nébulosité minimale en hiver et maximale en été. Les vents et les précipitations varient notablement selon le lieu.
Les paramètres climatiques qui ont permis d’établir la typologie de 2010 comportent six variables pour les températures et huit pour les précipitations, dont les valeurs correspondent à la normale 1971-2000. Les sept principales variables caractérisant la commune sont présentées dans l'encadré ci-après.
| Paramètres climatiques communaux sur la période 1971-2000 - Moyenne annuelle de température : 10,9 °C - Nombre de jours avec une température inférieure à −5 °C : 4,5 j - Nombre de jours avec une température supérieure à 30 °C : 4,5 j - Amplitude thermique annuelle : 14,6 °C - Cumuls annuels de précipitation : 1 268 mm - Nombre de jours de précipitation en janvier : 10,4 j - Nombre de jours de précipitation en juillet : 9,5 j |

Avec le changement climatique, ces variables ont évolué. Une étude réalisée en 2014 par la Direction générale de l'Énergie et du Climat complétée par des études régionales prévoit en effet que la  température moyenne devrait croître et la pluviométrie moyenne baisser, avec toutefois de fortes variations régionales. Ces changements peuvent être constatés sur la station météorologique de Météo-France la plus proche, « Lourdes », sur la commune de Lourdes, mise en service en 1881 et qui se trouve à 8 km à vol d'oiseau,, où la température moyenne annuelle est de 13,3 °C et la hauteur de précipitations de 1 426,7 mm pour la période 1981-2010.
Sur la station météorologique historique la plus proche, « Tarbes-Lourdes-Pyrénées », sur la commune d'Ossun, mise en service en 1946 et à 16 km, la température moyenne annuelle évolue de 12,2 °C pour la période 1971-2000, à 12,6 °C pour 1981-2010, puis à 12,9 °C pour 1991-2020.

### Milieux naturels et biodiversité
L’inventaire des zones naturelles d'intérêt écologique, faunistique et floristique (ZNIEFF) a pour objectif de réaliser une couverture des zones les plus intéressantes sur le plan écologique, essentiellement dans la perspective d’améliorer la connaissance du patrimoine naturel national et de fournir aux différents décideurs un outil d’aide à la prise en compte de l’environnement dans l’aménagement du territoire.
Une ZNIEFF de type 1 est recensée sur la commune :
le « réseau hydrographique des Angles et du Bénaquès » (260 ha), couvrant 35 communes du département et une ZNIEFF de type 2, : 
les « coteaux et vallons des Angles et du Bénaquès » (12 879 ha), couvrant 45 communes du département.

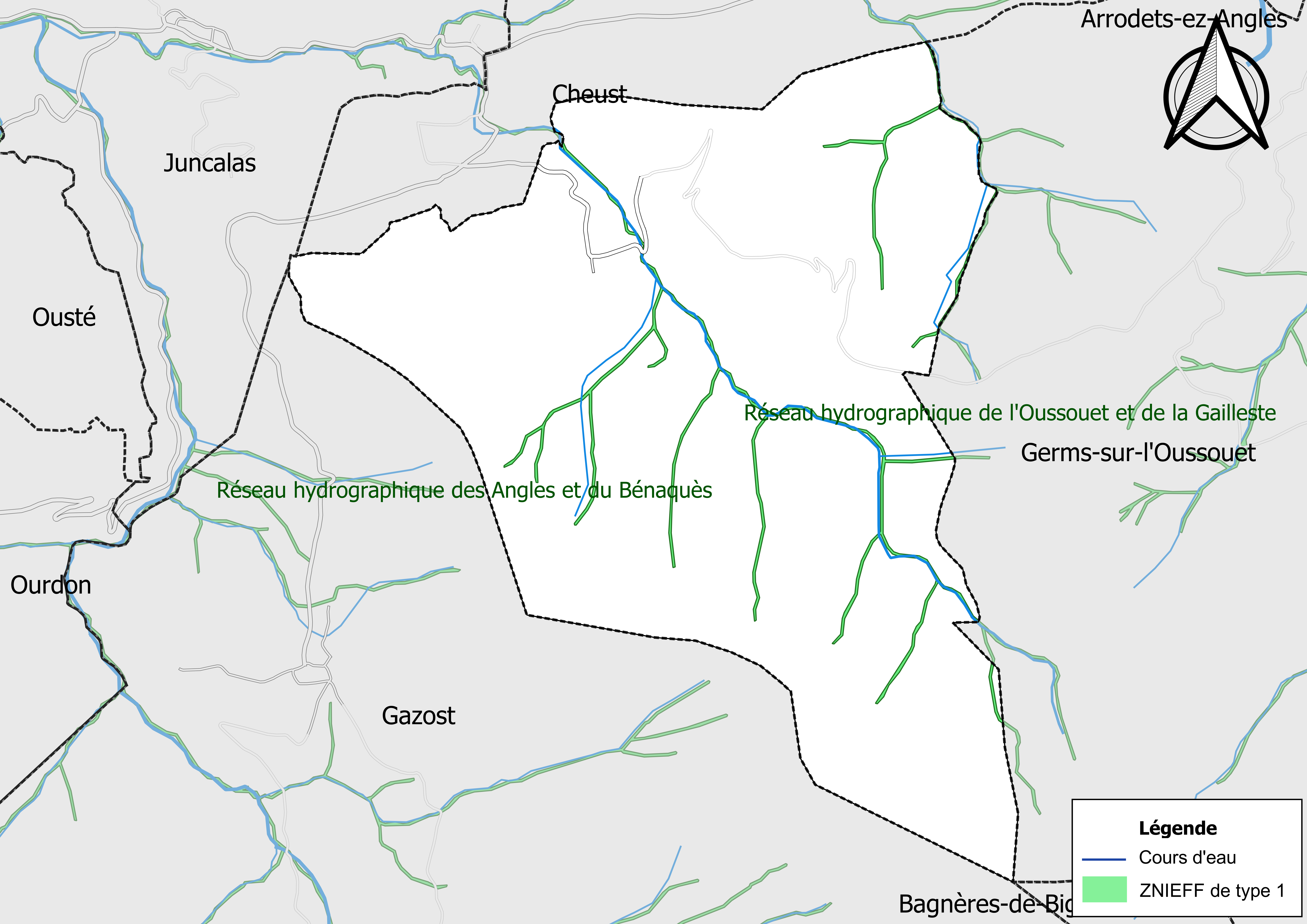
Carte de la ZNIEFF de type 1 sur la commune.
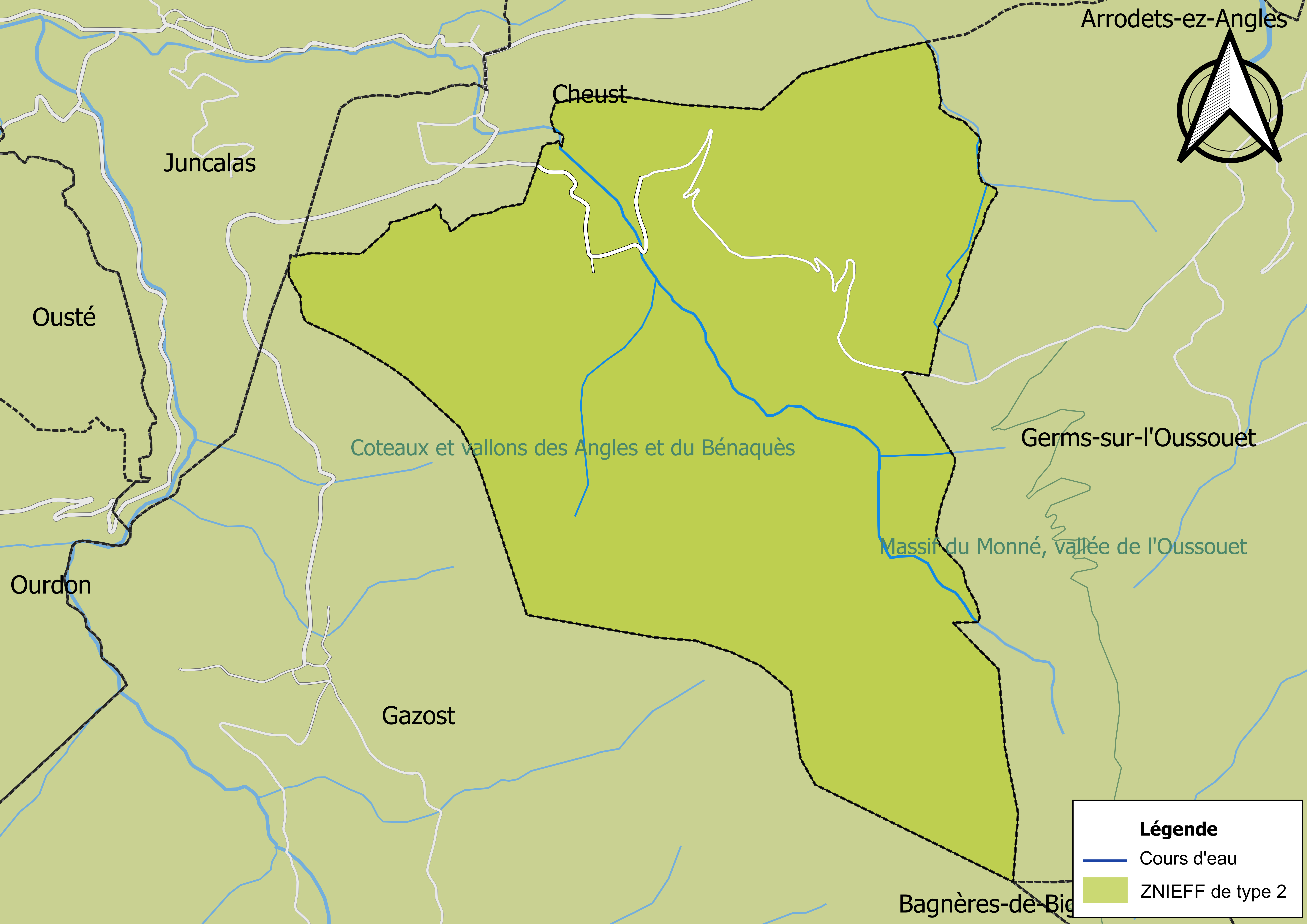
Carte de la ZNIEFF de type 2 sur la commune.

## Urbanisme

### Typologie
Au 1er janvier 2024, Ourdis-Cotdoussan est catégorisée commune rurale à habitat dispersé, selon la nouvelle grille communale de densité à sept niveaux définie par l'Insee en 2022.
Elle est située hors unité urbaine. Par ailleurs la commune fait partie de l'aire d'attraction de Lourdes, dont elle est une commune de la couronne,. Cette aire, qui regroupe 45 communes, est catégorisée dans les aires de moins de 50 000 habitants,.

### Occupation des sols
L'occupation des sols de la commune, telle qu'elle ressort de la base de données européenne d’occupation biophysique des sols Corine Land Cover (CLC), est marquée par l'importance des forêts et milieux semi-naturels (78,3 % en 2018), en diminution par rapport à 1990 (79,2 %). La répartition détaillée en 2018 est la suivante : 
forêts (41,1 %), milieux à végétation arbustive et/ou herbacée (37,3 %), prairies (15,4 %), zones agricoles hétérogènes (6,2 %).
L'IGN met par ailleurs à disposition un outil en ligne permettant de comparer l’évolution dans le temps de l’occupation des sols de la commune (ou de territoires à des échelles différentes). Plusieurs époques sont accessibles sous forme de cartes ou photos aériennes : la carte de Cassini (XVIIIe siècle), la carte d'état-major (1820-1866) et la période actuelle (1950 à aujourd'hui).

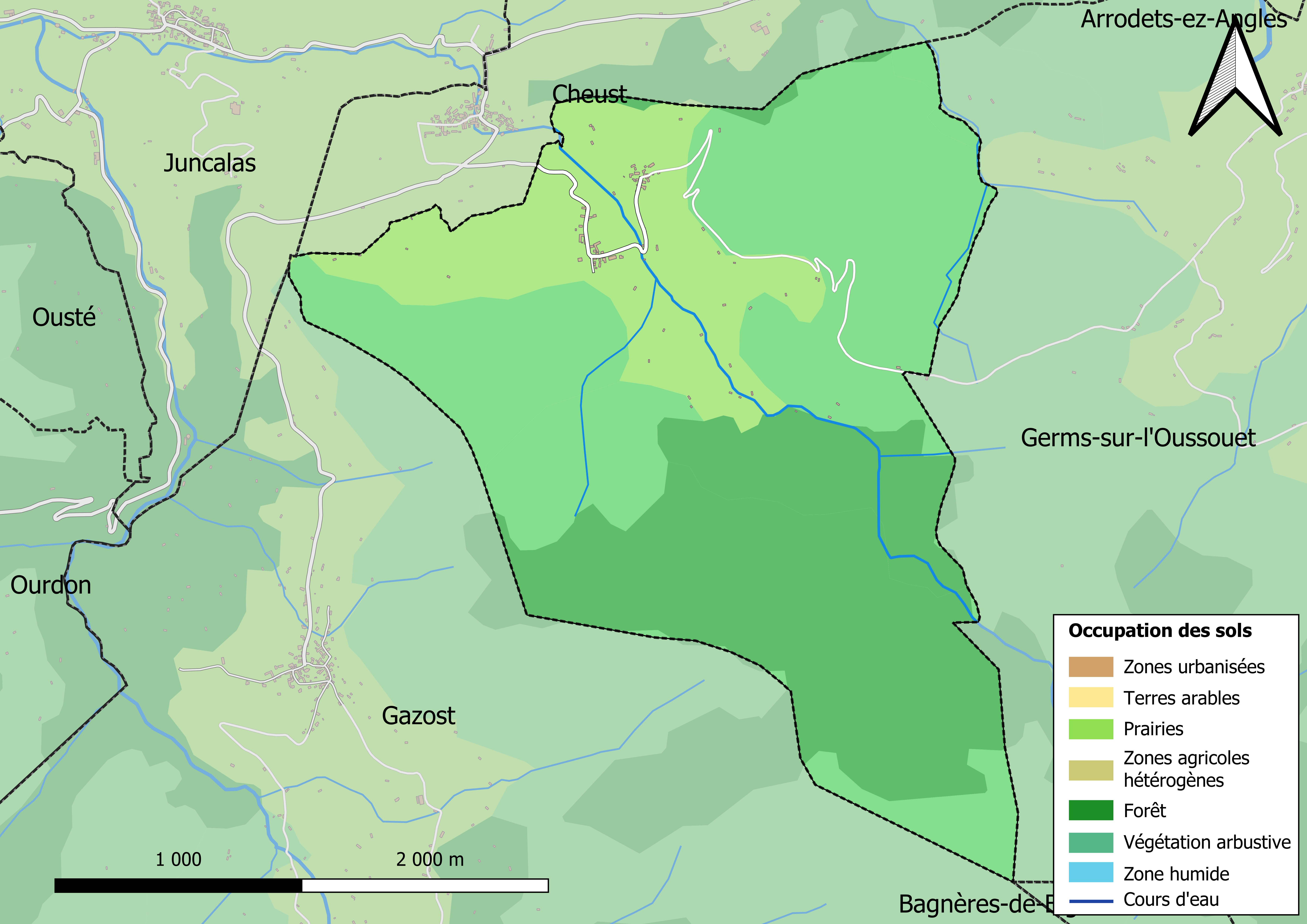
Carte des infrastructures et de l'occupation des sols en 2018 (CLC) de la commune.
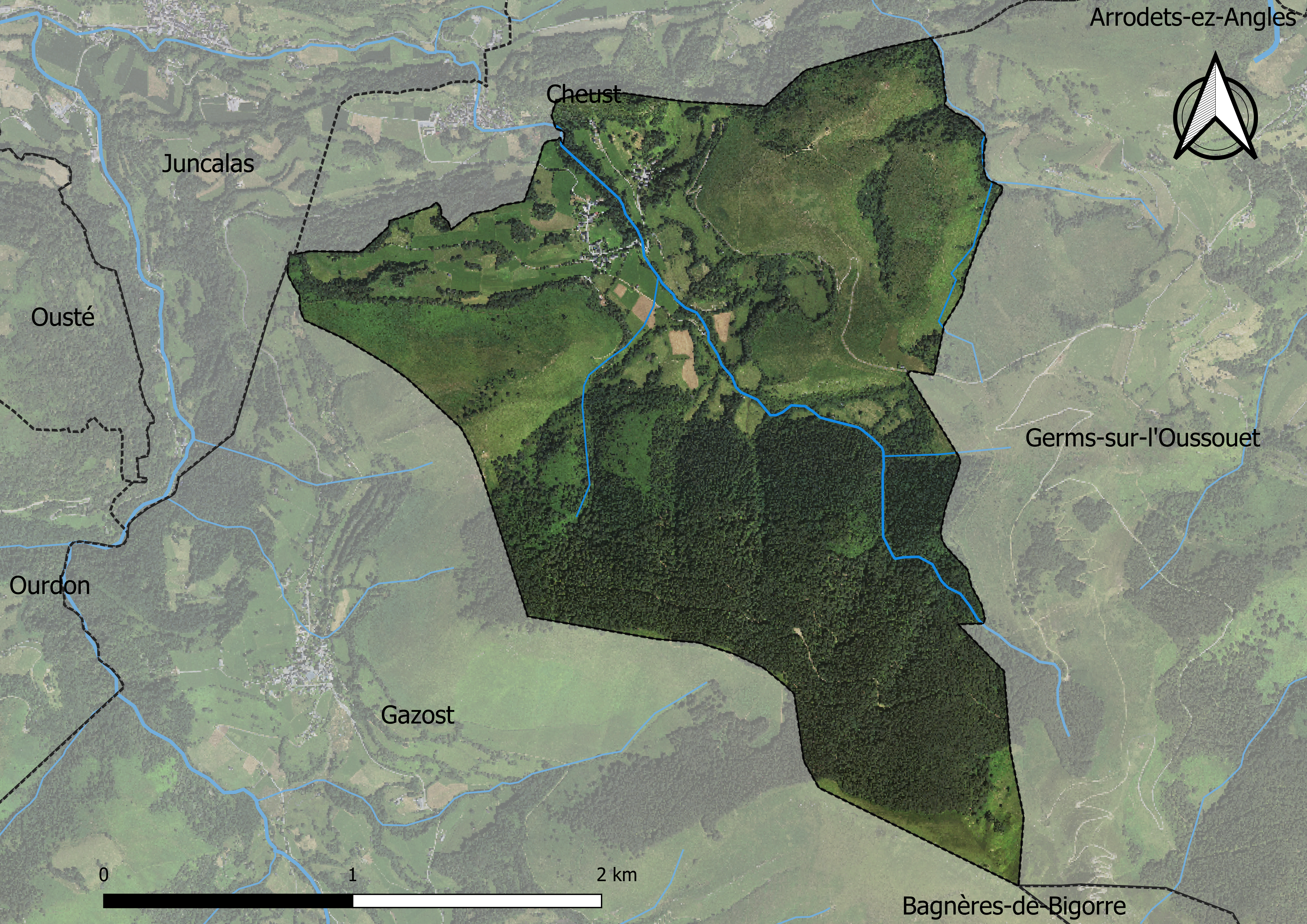
Carte orthophotogrammétrique de la commune.

### Logement
En 2012, le nombre total de logements dans la commune est de 38.

Parmi ces logements, 46,0 % sont des résidences principales, 48,8 % des résidences secondaires et 5,1 % des logements vacants.

### Voies de communication et transports
Cette commune est desservie par la route départementale D 207.

### Risques majeurs
Le territoire de la commune d'Ourdis-Cotdoussan est vulnérable à différents aléas naturels : météorologiques (tempête, orage, neige, grand froid, canicule ou sécheresse), feux de forêts, mouvements de terrains et séisme (sismicité moyenne). Il est également exposé à un risque particulier : le risque de radon. Un site publié par le BRGM permet d'évaluer simplement et rapidement les risques d'un bien localisé soit par son adresse soit par le numéro de sa parcelle.

#### Risques naturels
Ourdis-Cotdoussan est exposée au risque de feu de forêt. Un plan départemental de protection des forêts contre les incendies a été approuvé par arrêté préfectoral le 21 avril 2020 pour la période 2020-2029. Le précédent couvrait la période 2007-2017. L’emploi du feu est régi par deux types de réglementations. D’abord le code forestier et l’arrêté préfectoral du 27 octobre 2014, qui réglementent l’emploi du feu à moins de 200 m des espaces naturels combustibles sur l’ensemble du département. Ensuite celle établie dans le cadre de la lutte contre la pollution de l’air, qui interdit le brûlage des déchets verts des particuliers. L’écobuage est quant à lui réglementé dans le cadre de commissions locales d’écobuage (CLE).

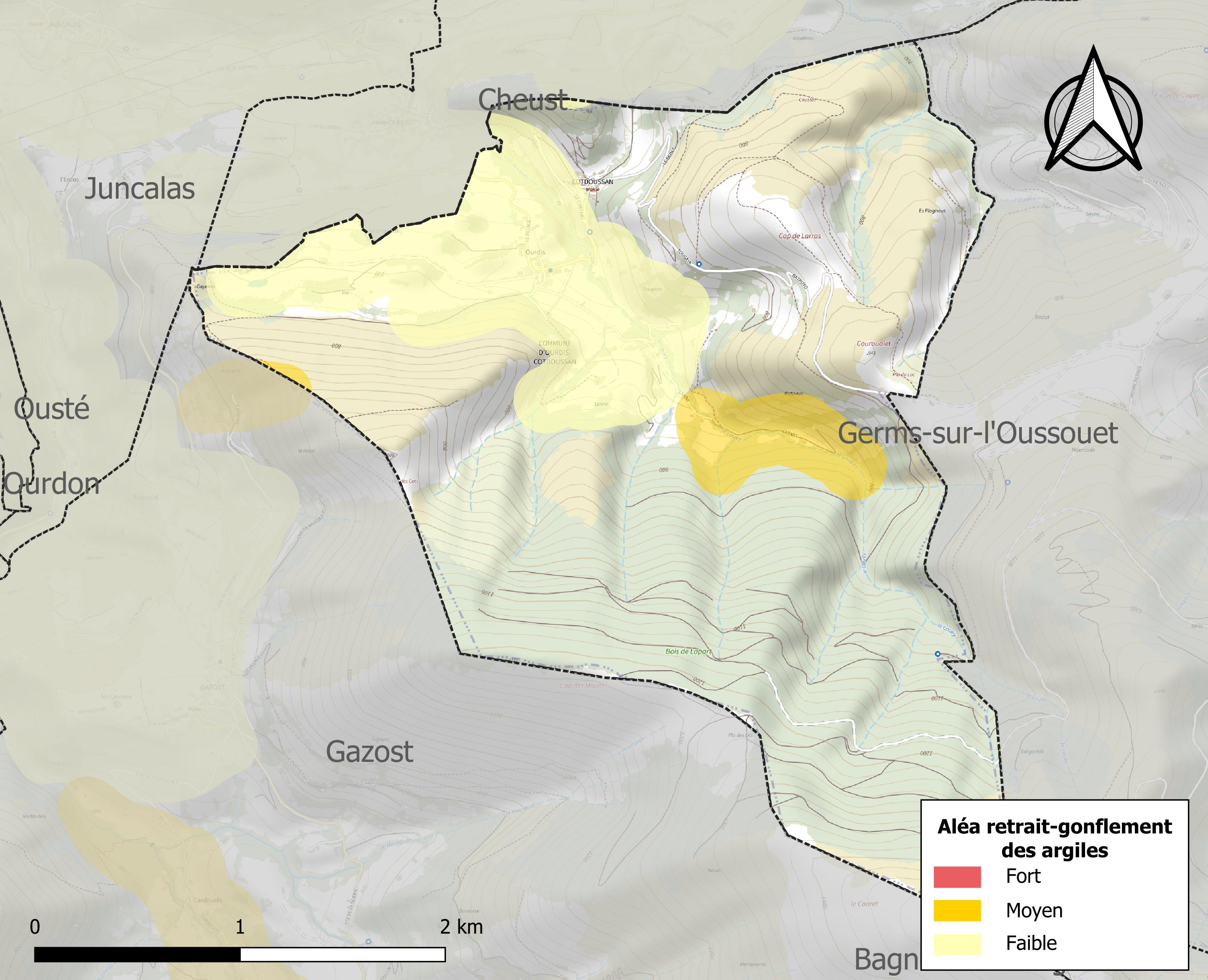
Carte des zones d'aléa retrait-gonflement des sols argileux d'Ourdis-Cotdoussan.

Les mouvements de terrains susceptibles de se produire sur la commune sont des tassements différentiels.
Le retrait-gonflement des sols argileux est susceptible d'engendrer des dommages importants aux bâtiments en cas d’alternance de périodes de sécheresse et de pluie. 4,5 % de la superficie communale est en aléa moyen ou fort (44,5 % au niveau départemental et 48,5 % au niveau national). Sur les 31 bâtiments dénombrés sur la commune en 2019, 3 sont en aléa moyen ou fort, soit 10 %, à comparer aux 75 % au niveau départemental et 54 % au niveau national. Une cartographie de l'exposition du territoire national au retrait gonflement des sols argileux est disponible sur le site du BRGM,.
Par ailleurs, afin de mieux appréhender le risque d’affaissement de terrain, l'inventaire national des cavités souterraines permet de localiser celles situées sur la commune.
La commune a été reconnue en état de catastrophe naturelle au titre des dommages causés par les inondations et coulées de boue survenues en 1982, 1999 et 2009. Concernant les mouvements de terrains, la commune a été reconnue en état de catastrophe naturelle au titre des dommages causés par des mouvements de terrain en 1999.

#### Risque particulier
Dans plusieurs parties du territoire national, le radon, accumulé dans certains logements ou autres locaux, peut constituer une source significative d’exposition de la population aux rayonnements ionisants. Certaines communes du département sont concernées par le risque radon à un niveau plus ou moins élevé. Selon la classification de 2018, la commune d'Ourdis-Cotdoussan est classée en zone 2, à savoir zone à potentiel radon faible mais sur lesquelles des facteurs géologiques particuliers peuvent faciliter le transfert du radon vers les bâtiments.

## Toponymie

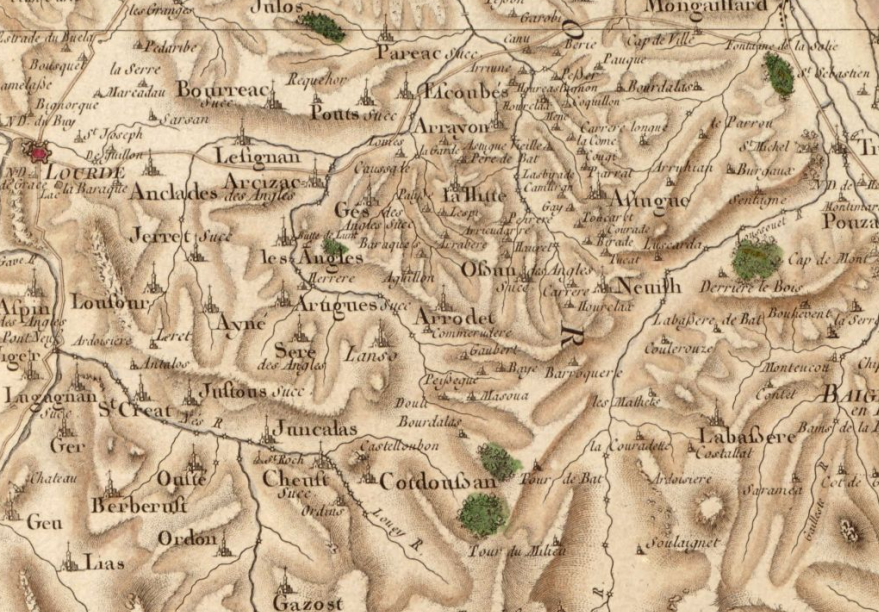
Extrait de la carte de Cassini situant Ourdis-Cotdoussan à l'est de Lourdes.

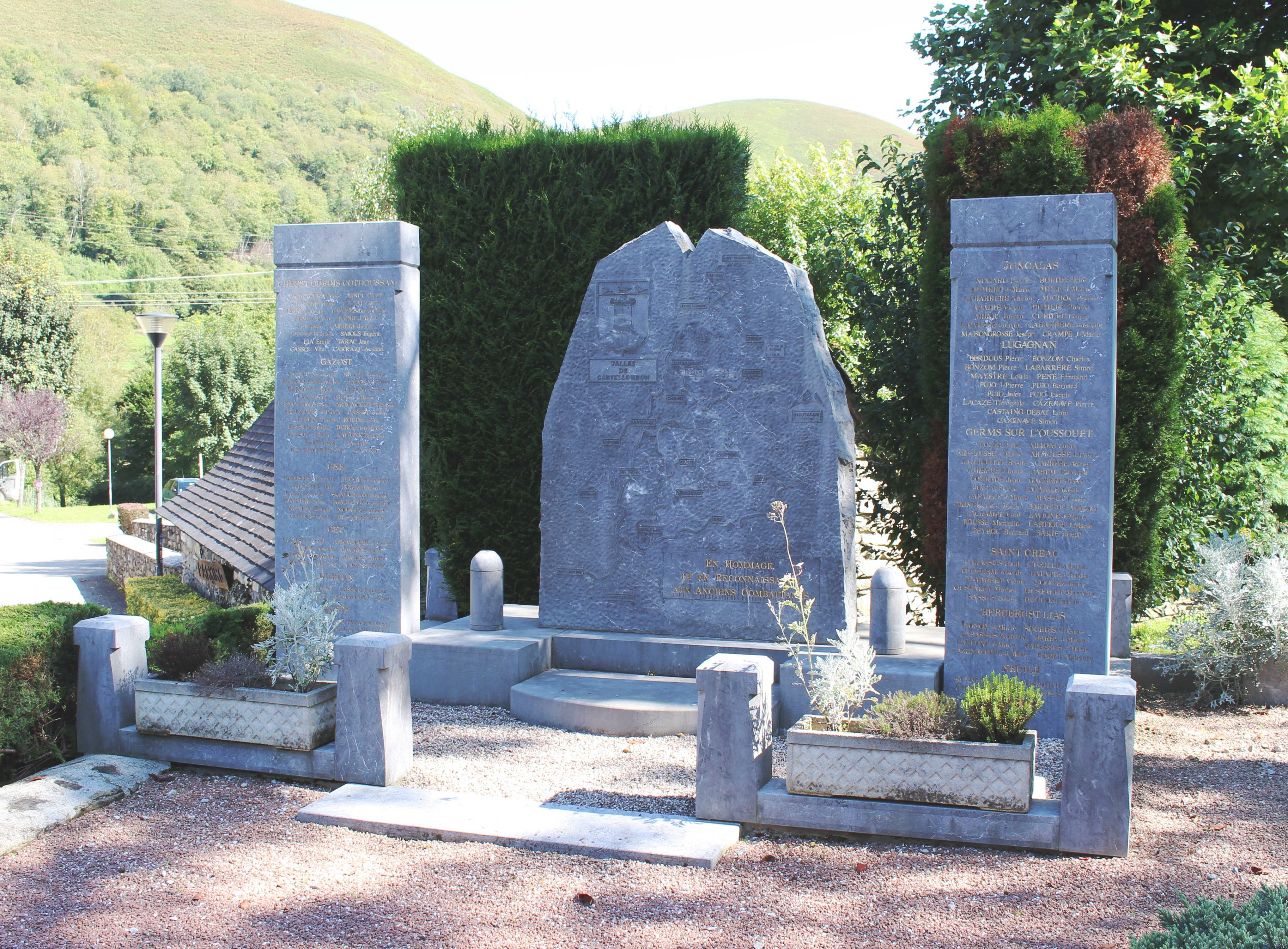
Le monument aux morts de la Vallée de Castelloubon.

On trouvera les principales informations dans le Dictionnaire toponymique des communes des Hautes-Pyrénées de Michel Grosclaude et Jean-François Le Nail qui rapporte les dénominations historiques du village :

### Ourdis
Dénominations historiques :
- d'Ordis (1256, livre vert de Bénac) ;
- d’Ordiis (1309, ibid. ; 1384, ibid. ; 1403, ibid.) ;
- Ordicz, D-Orditz (1313, Debita regi Navarre) ;
- Ordins (1743, registres paroissiaux) ;
- Ordins (1790, Département 1 et 2) ;
- Ordins (fin XVIIIe siècle, carte de Cassini).

Nom occitan : Ordins.

### Cotdoussan
Dénominations historiques :
- lo loc aperat Cod d’Ossan en la Strema de Castet lo Boo, Cot d’Ossan (1411, livre vert Bénac).2 ;
- Codossan (1760, Larcher, pouillé de Tarbes) ;
- Coddoussan (1768, Duco) ;
- Cotdoussan (1790, Département 1 et 2) ;
- Germs et Cotdoussan (1801, Département 3) ;
- Cotdoussan (fin XVIIIe s., carte de Cassini).

Nom occitan : Còth d’Ossan.
Étymologie : du gascon còth (= col) et probablement nom de personnage Ossan.

## Histoire

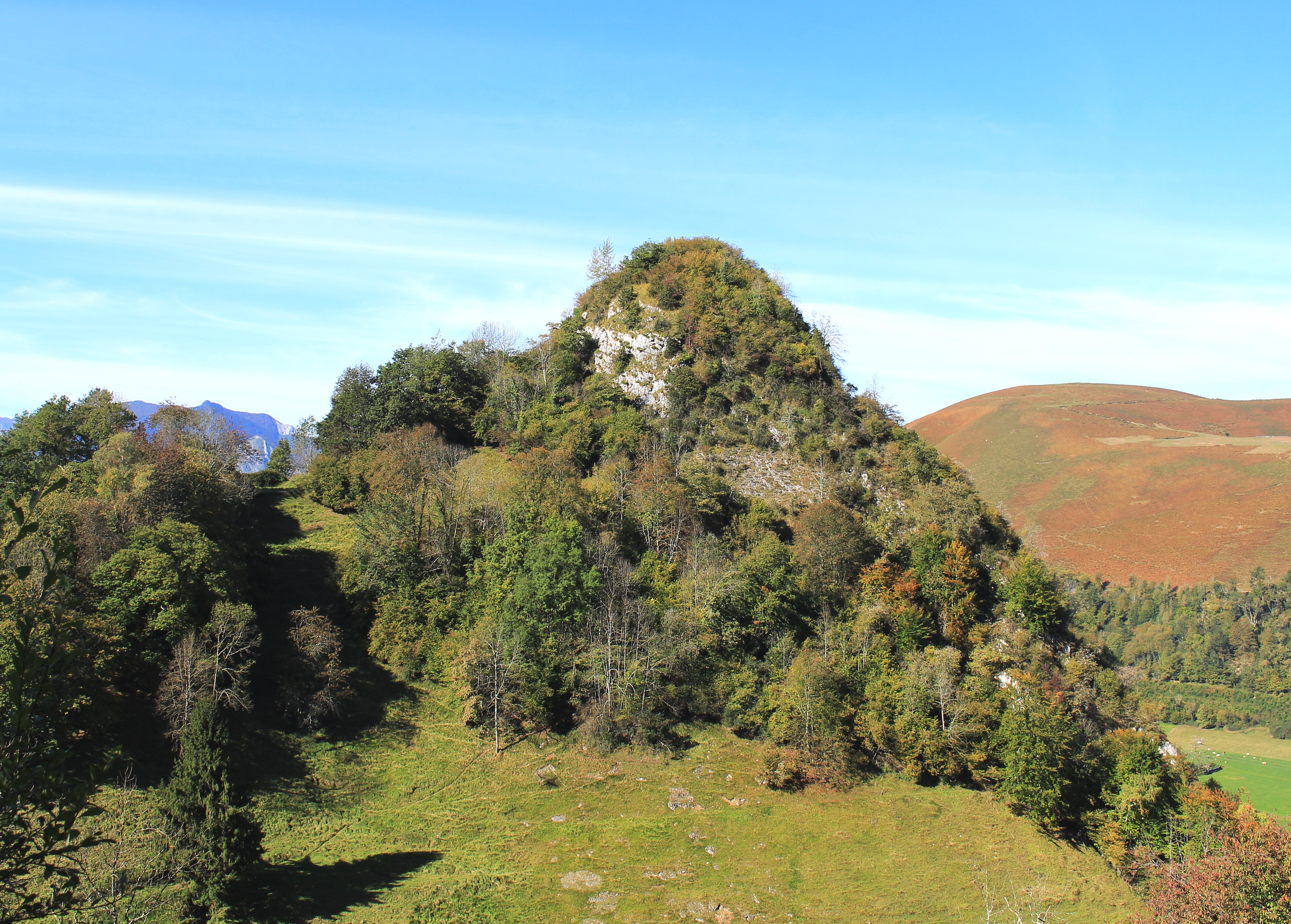
Ruines du château de Castelloubon.

Les ruines du château de Castelloubon (Castet lou Bou, c'est-à-dire le Bon château), se situent sur le haut du village de Cotdoussan. Ce fut la première résidence des vicomtes du Lavedan, de 945 au XIIe siècle.
Le village est sur le passage des chemins de Compostelle en France (variante Chemin du Piedmont).
21 juin 1660 : un tremblement de terre détruisit partiellement le château et l'église Saint-Jacques. L'église a été restaurée en 1662 avec les pierres récupérées au château.
16/04/1960 : Ourdis devient Ourdis-Cotdoussan à la suite de sa fusion avec Cotdoussan.

Sélection de vues des hameaux.
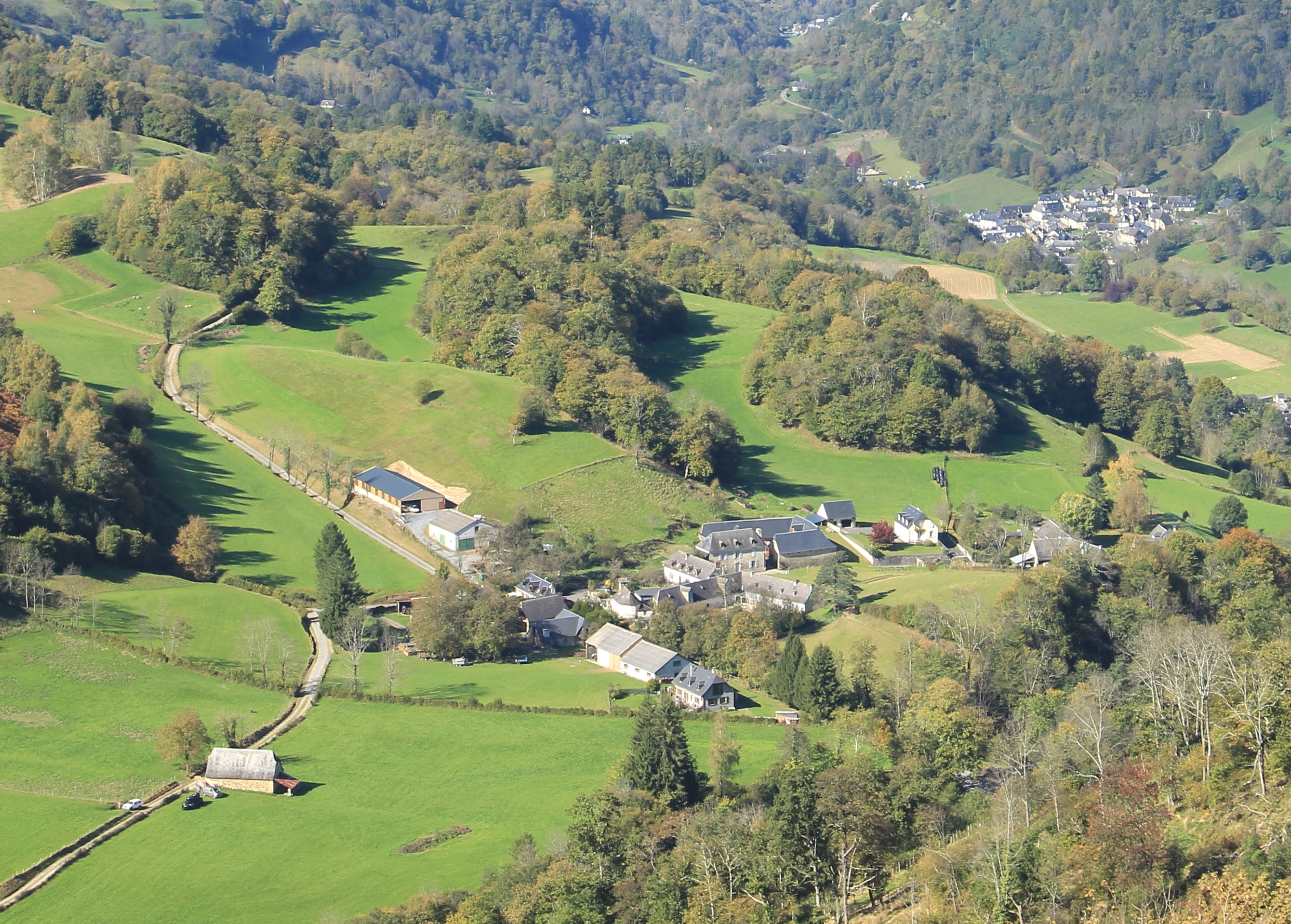
Vue du hameau d'Ourdis.
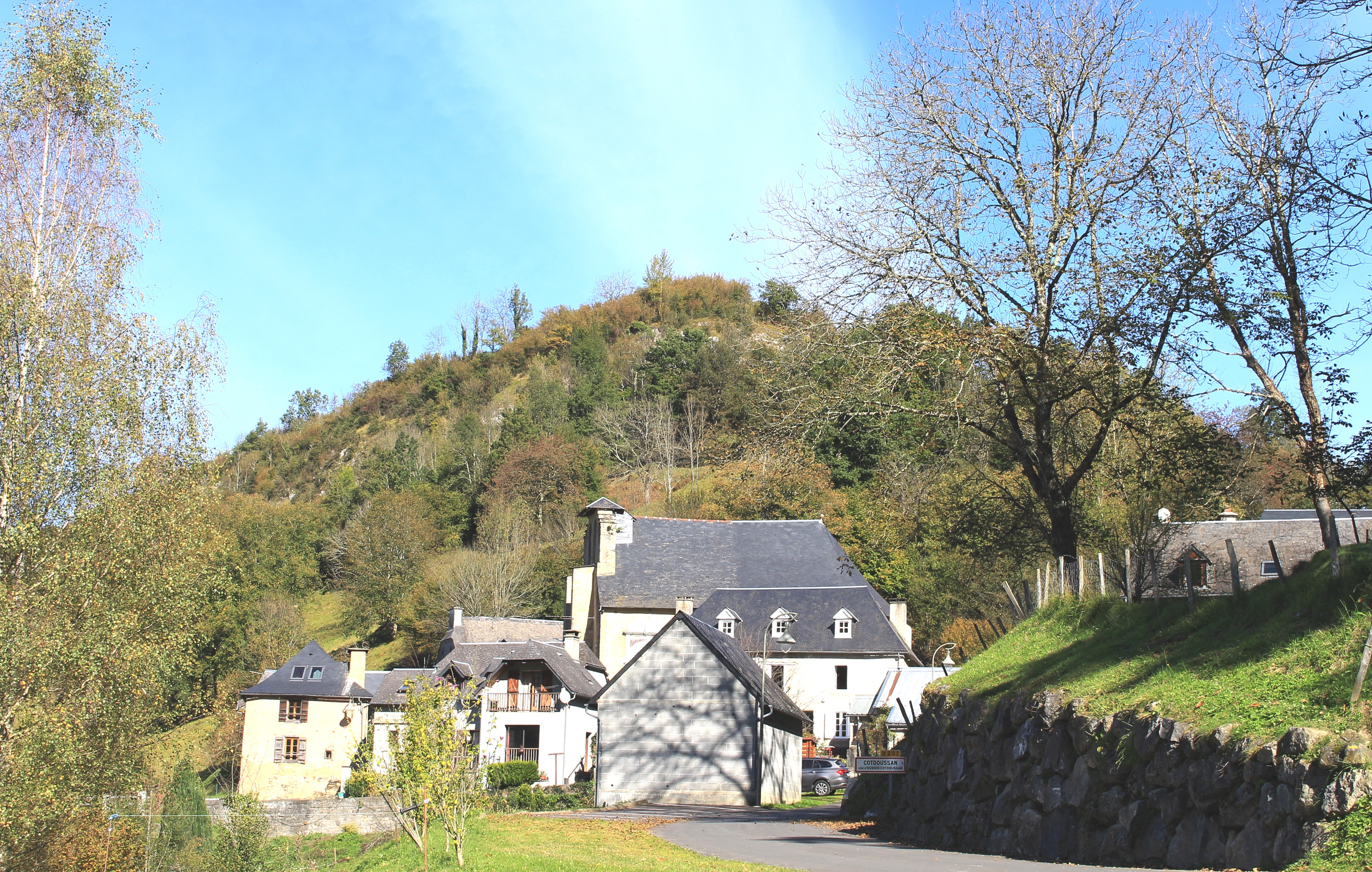
Vue du hameau de Cotdoussan.

### Cadastre napoléonien d'Ourdis-Cotdoussan
- Le plan cadastral napoléonien d'Ourdis est consultable sur le site des archives départementales des Hautes-Pyrénées[37].
- Le plan cadastral napoléonien de Cotdoussan est consultable sur le site des archives départementales des Hautes-Pyrénées[38].

## Politique et administration

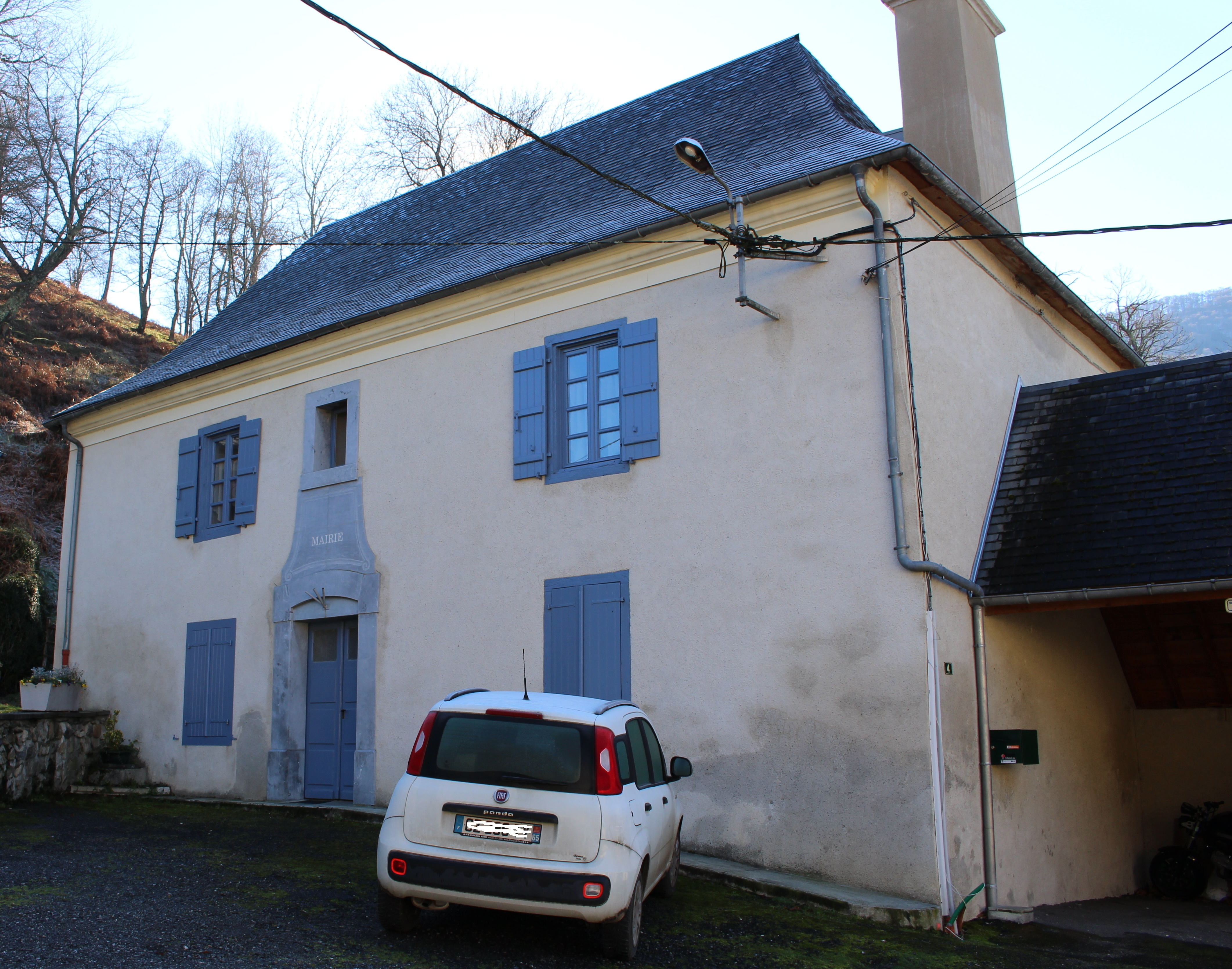
La mairie en 2016.

### Liste des maires
| Période                                  | Période   | Identité         | Étiquette | Qualité |
| ---------------------------------------- | --------- | ---------------- | --------- | ------- |
| Les données manquantes sont à compléter. |           |                  |           |         |
|                                          |           |                  |           |         |
| mars 1995                                | mars 2001 | Eugène Carrère   |           |         |
| mars 2001                                | En cours  | Jean-Noël Cassou |           |         |

### Rattachements administratifs et électoraux

#### Historique administratif
Pays et sénéchaussée de Bigorre, Lavedan, Estrema de Castelloubon, canton de Juncalas (1801), de Lourdes (1802), de Lourdes-Est (depuis 1973). Ourdis et Cotdoussan sont des communes distinctes du canton de Juncalas, puis de Castelloubon, elles sont réunies en 1960.

#### Intercommunalité
Ourdis-Cotdoussan appartient à la Communauté d'agglomération Tarbes-Lourdes-Pyrénées créée en janvier 2017 et qui réunit 86 communes.

## Population et société

### Démographie

#### Évolution démographique
L'évolution du nombre d'habitants est connue à travers les recensements de la population effectués dans la commune depuis 1793. Pour les communes de moins de 10 000 habitants, une enquête de recensement portant sur toute la population est réalisée tous les cinq ans, les populations de référence des années intermédiaires étant quant à elles estimées par interpolation ou extrapolation. Pour la commune, le premier recensement exhaustif entrant dans le cadre du nouveau dispositif a été réalisé en 2008.

En 2022, la commune comptait 43 habitants, en évolution de −14 % par rapport à 2016 (Hautes-Pyrénées : +1,59 %, France hors Mayotte : +2,11 %).
| 1793 | 1800 | 1806 | 1821 | 1831 | 1836 | 1841 | 1846 | 1851 |
| ---- | ---- | ---- | ---- | ---- | ---- | ---- | ---- | ---- |
| 73   | 51   | 62   | 76   | 72   | 74   | 80   | 79   | 69   |

| 1856 | 1861 | 1866 | 1872 | 1876 | 1881 | 1886 | 1891 | 1896 |
| ---- | ---- | ---- | ---- | ---- | ---- | ---- | ---- | ---- |
| 68   | 55   | 61   | 53   | 59   | 64   | 59   | 57   | 62   |

| 1901 | 1906 | 1911 | 1921 | 1926 | 1931 | 1936 | 1946 | 1954 |
| ---- | ---- | ---- | ---- | ---- | ---- | ---- | ---- | ---- |
| 62   | 54   | 53   | 43   | 39   | 37   | 34   | 38   | 29   |

| 1962 | 1968 | 1975 | 1982 | 1990 | 1999 | 2006 | 2008 | 2013 |
| ---- | ---- | ---- | ---- | ---- | ---- | ---- | ---- | ---- |
| 47   | 47   | 46   | 50   | 53   | 53   | 49   | 48   | 50   |

| 2018 | 2022 | - | - | - | - | - | - | - |
| ---- | ---- | - | - | - | - | - | - | - |
| 47   | 43   | - | - | - | - | - | - | - |

### Enseignement
La commune dépend de l'académie de Toulouse. Elle ne dispose plus d'école en 2016.

## Économie

### Emploi
|                | 2008  | 2013  | 2018   |
| -------------- | ----- | ----- | ------ |
| Commune        | 3,3 % | 3,6 % | 14,8 % |
| Département    | 7,7 % | 9,4 % | 9,8 %  |
| France entière | 8,3 % | 10 %  | 10 %   |

En 2018, la population âgée de 15 à 64 ans s'élève à 27 personnes, parmi lesquelles on compte 77,8 % d'actifs (63 % ayant un emploi et 14,8 % de chômeurs) et 22,2 % d'inactifs,. En  2018, le taux de chômage communal (au sens du recensement) des 15-64 ans est supérieur à celui du département et de la France, alors qu'en 2008 la situation était inverse.
La commune fait partie de la couronne de l'aire d'attraction de Lourdes, du fait qu'au moins 15 % des actifs travaillent dans le pôle,. Elle compte 3 emplois en 2018, contre 0 en 2013 et 0 en 2008. Le nombre d'actifs ayant un emploi résidant dans la commune est de 17, soit un indicateur de concentration d'emploi de 17,6 % et un taux d'activité parmi les 15 ans ou plus de 48,8 %.
Sur ces 17 actifs de 15 ans ou plus ayant un emploi, 3 travaillent dans la commune, soit 18 % des habitants. Pour se rendre au travail, 88,2 % des habitants utilisent un véhicule personnel ou de fonction à quatre roues et 11,8 % s'y rendent en deux-roues, à vélo ou à pied.

## Culture locale et patrimoine

### Lieux et monuments
- Église Saint-André d'Ourdis.
- Église Saint-Jacques de Cotdoussan.

En 1998, l'église Saint Jacques de Cotdoussan a été classée par l'Unesco Patrimoine mondial au titre des chemins de Compostelle, bien que nul n'ait gardé souvenir d'un quelconque pèlerin passant par là. Cette inscription a cependant été fort utile en permettant la restauration d'un retable commandé en 1662 par les habitants de ce village de montagne. L'église est inscrite au titre des monuments historiques depuis 1979.
- Le château de Castelloubon.
- Le lavoir.
- Le moulin du XXe siècle.
- La fontaine du XIIe siècle.

Sélection de vues diverses
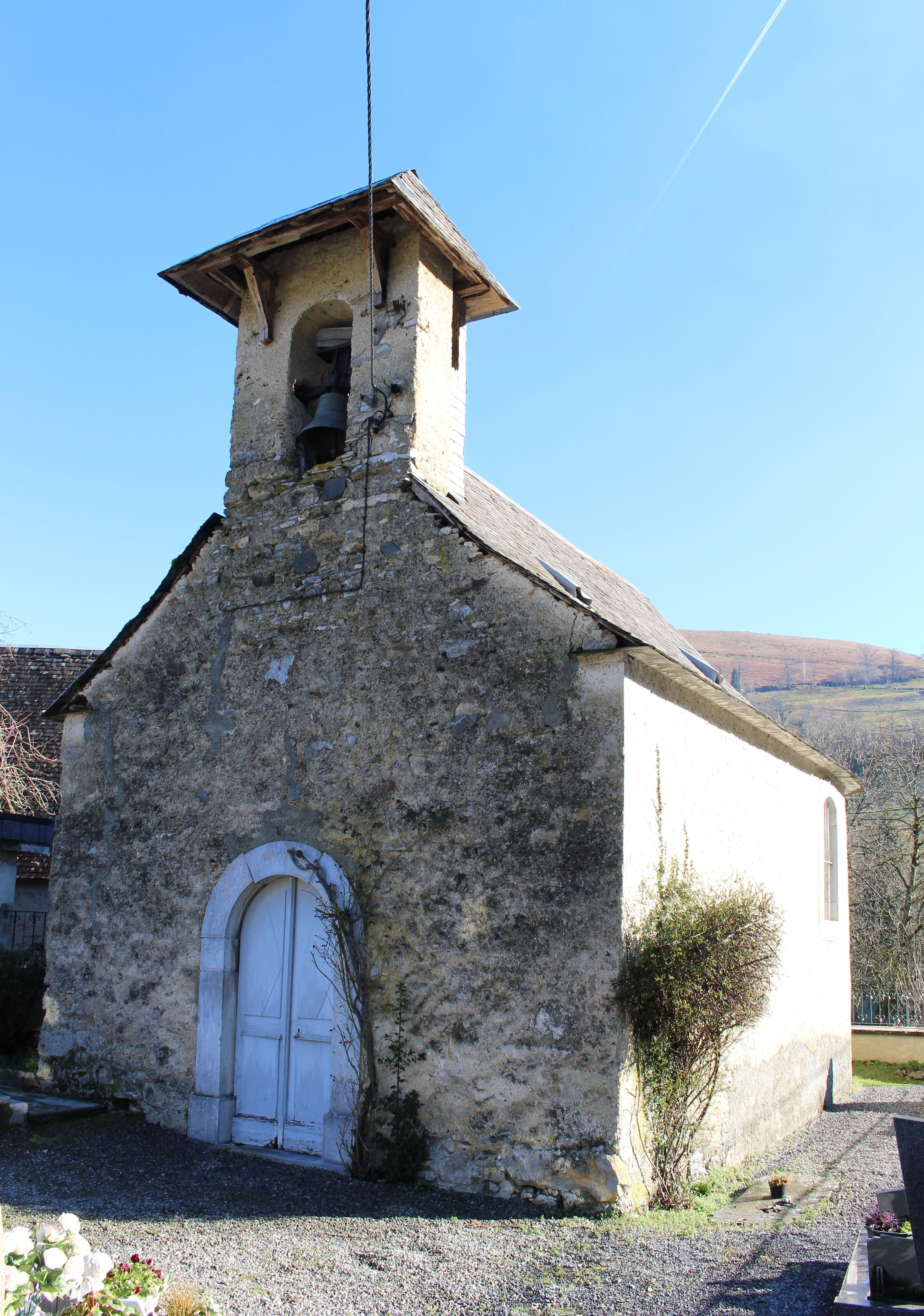
L'église Saint-André.
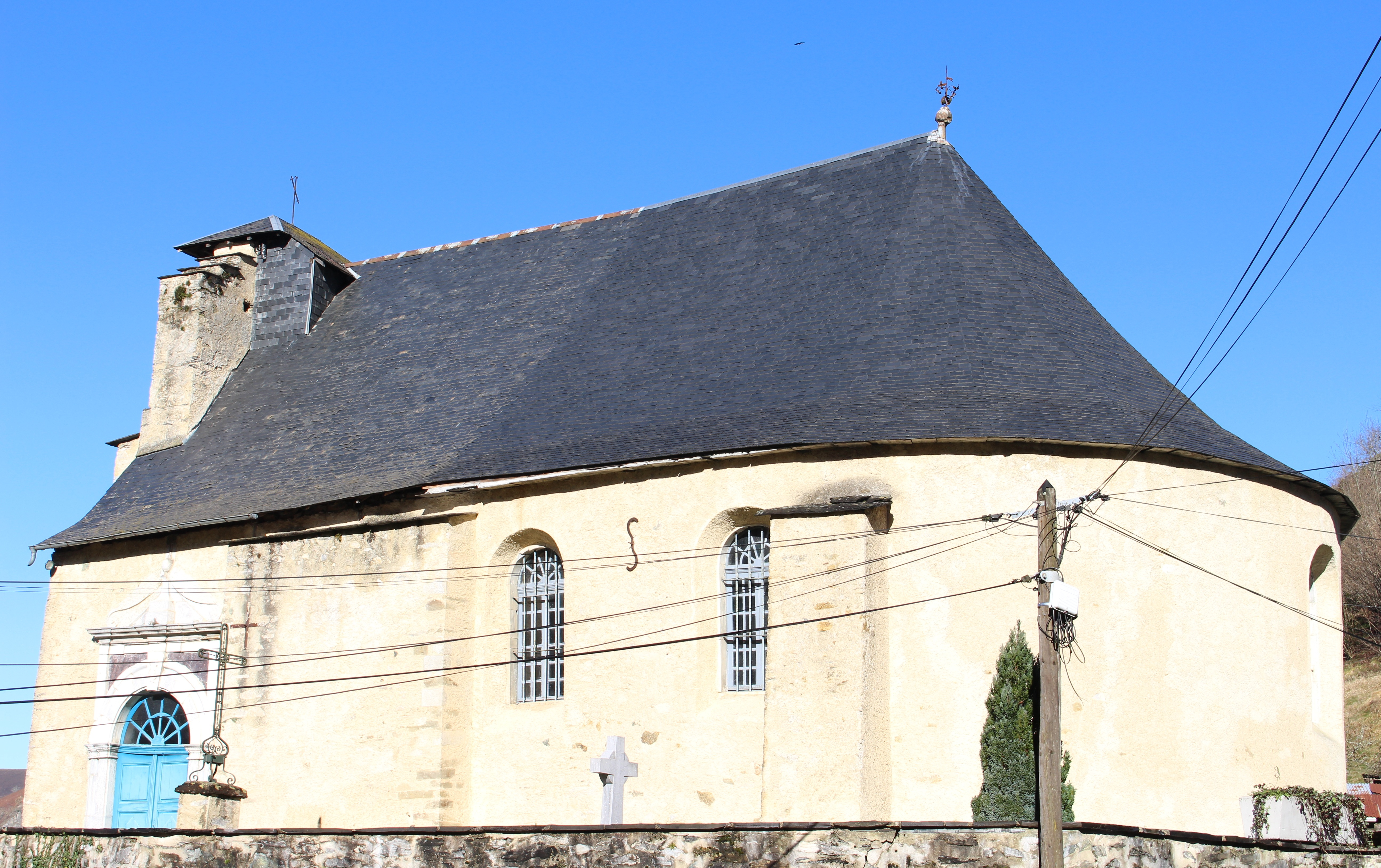
L'église Saint-Jacques.
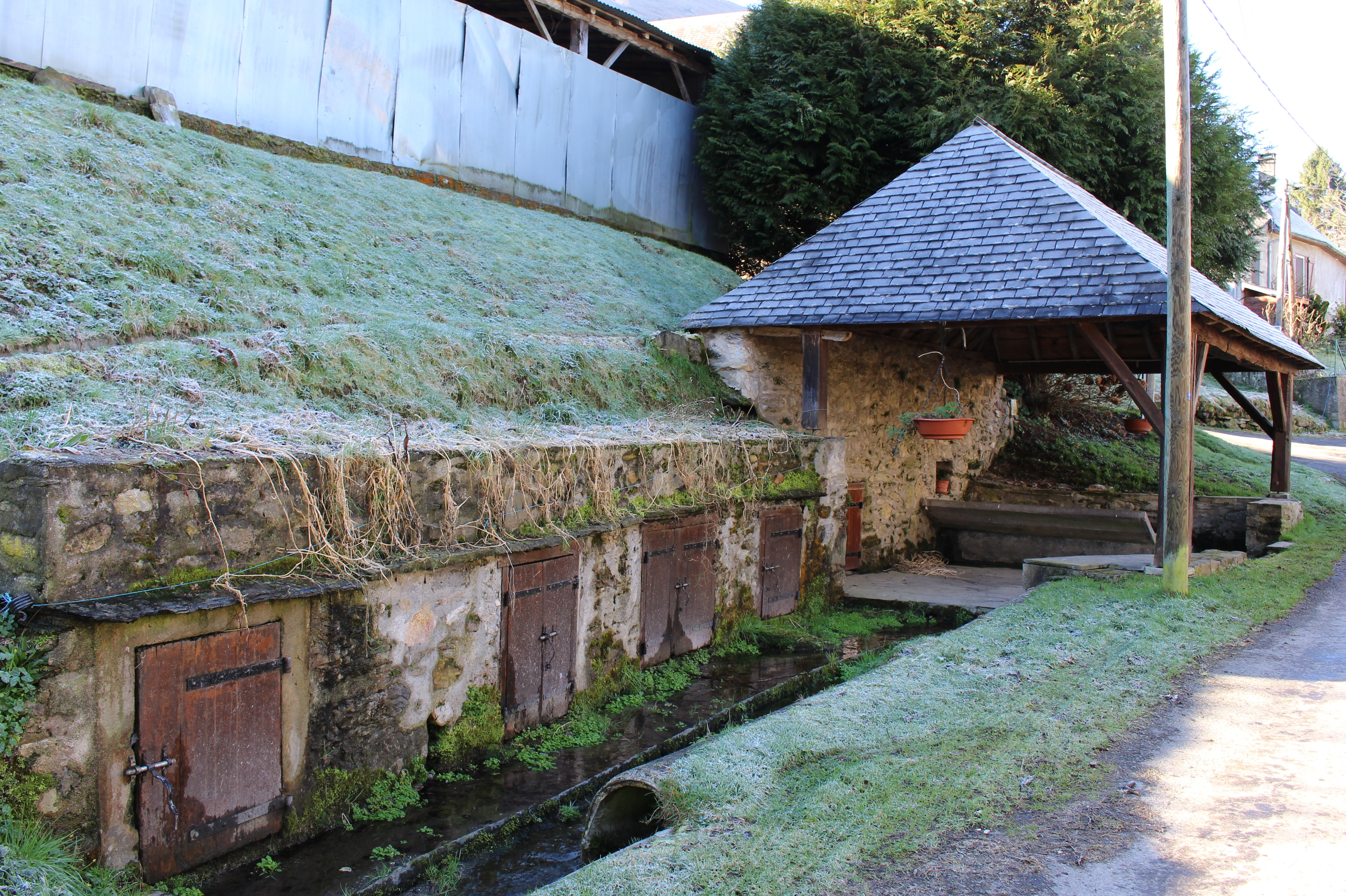
Le lavoir d'Ourdis et ses laytès.
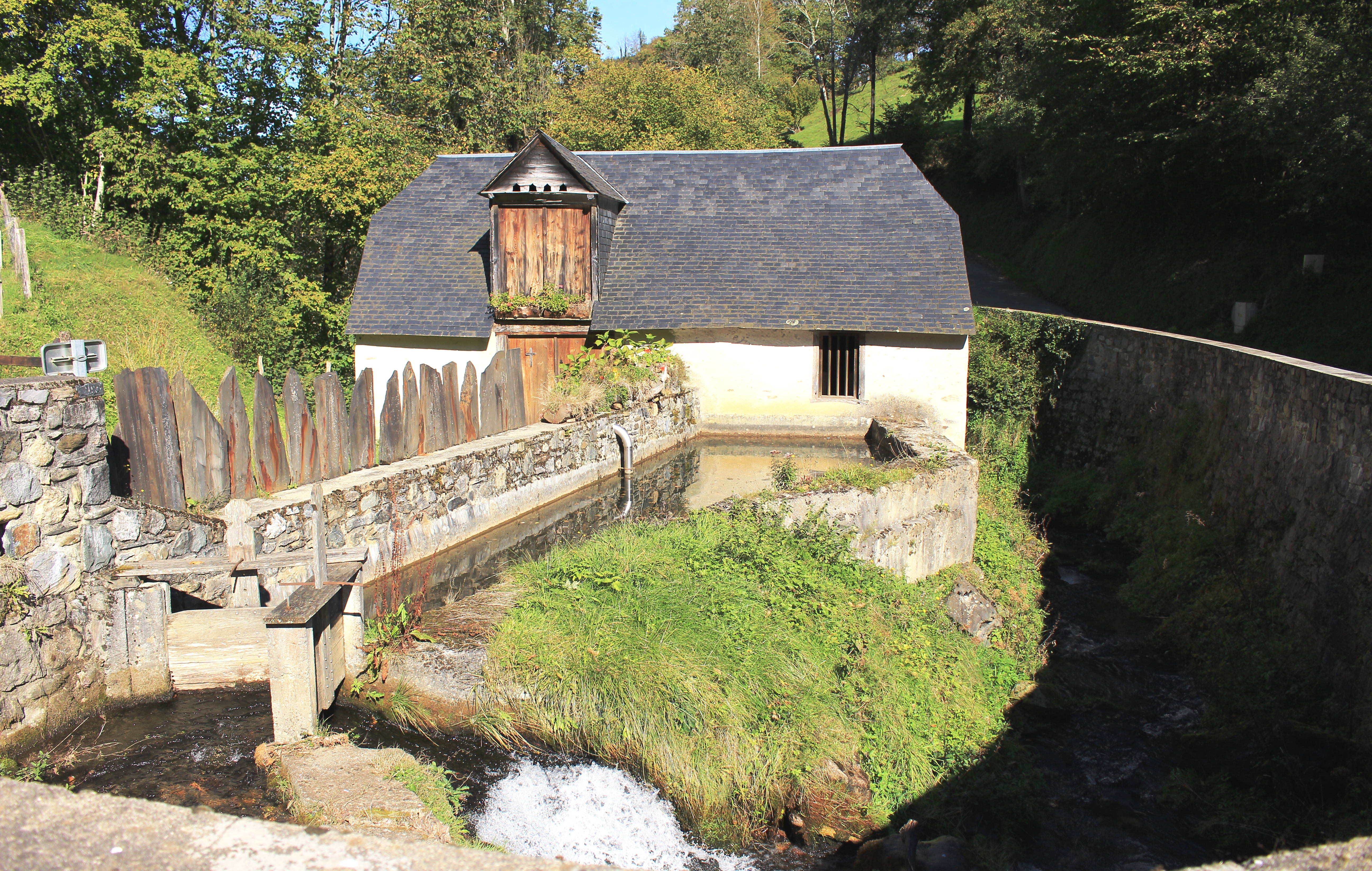
Le moulin.
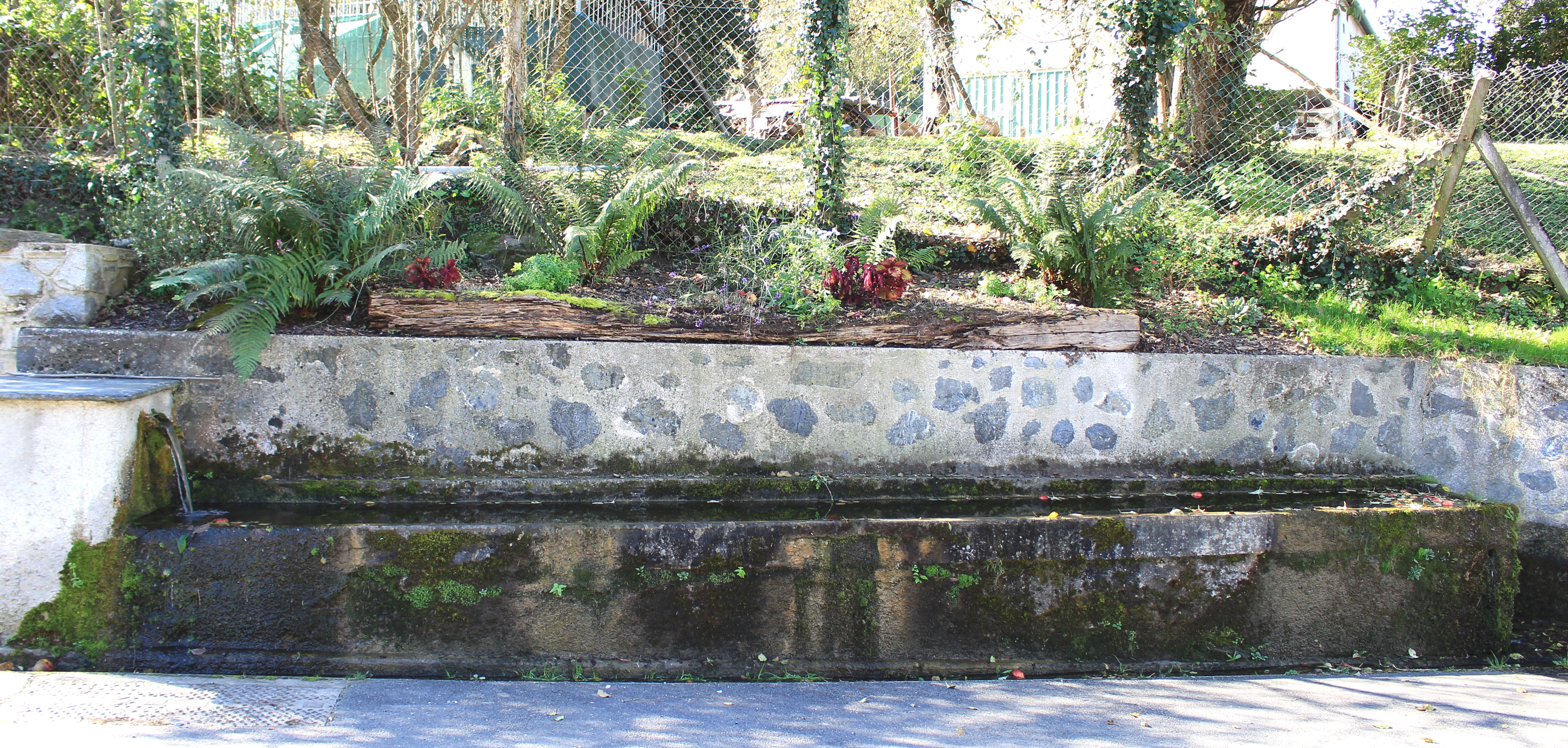
La fontaine.
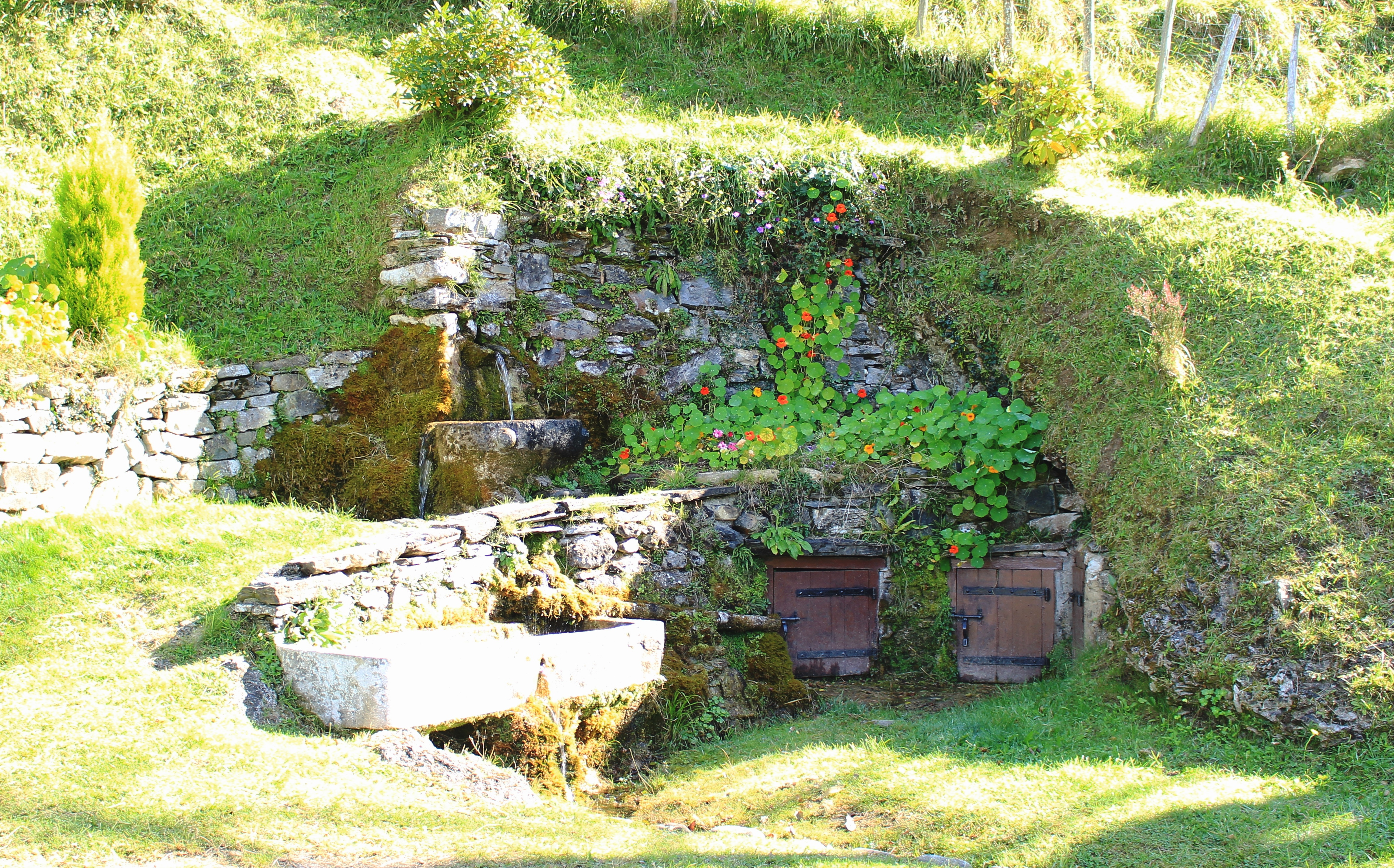
La fontaine et ses laytès.

### Héraldique
| Blason | Blasonnement : D'argent aux deux chauve-souris volantes de sable, l'une sur l'autre, au chef d'azur chargé d'une fleur de lys d'or. |